# Les Révoltés du bagne
Pour plus de détails, voir Fiche technique et Distribution.
Les Révoltés du bagne (titre original : Der Teufel spielte Balalaika, littéralement « Le Diable joue de la balalaïka ») est un film allemand réalisé par Leopold Lahola (de), sorti en 1961.

## Synopsis
Sibérie, après la Seconde Guerre mondiale, vers 1950. Le lieutenant Fusow est le directeur d'un camp de prisonniers de guerre allemands et japonais.
Les prisonniers effectuent de lourds travaux forcés et mangent à peine de quoi survivre. Seul l'officier envoyé par Moscou Seidenwar et sa femme Elena qui sert de traductrice - deux Polonais d'origine juive, elle a été dans les camps de concentration pour son origine - traiter les détenus avec respect et tentent de les aider. Par ailleurs, ils les dissuadent de s'évader lorsqu'ils en ont l'idée.
Un plan d'évasion est révélé par un complice à un surveillant allemand, dans le même temps le prisonnier Peter Joost est interrogé par Seidenwar - dont l'épouse est un peu amoureuse de Joost - parce qu'on le soupçonne d'en être le cerveau. Il est condamné à l'isolement. Lorsque Joost est libéré, Seidenwar veut se venger de lui et manipule la voie ferrée que Joost construit. Ce dernier est victime d'un déraillement et est gravement blessé. Malgré ses blessures à la tête et au bras, il ne va pas à l'hôpital mais retourne au camp.
Dans la soirée, les baraques sont fouillées. Peter cache un plan d'évasion dans ses pansements. Un surveillant allemand le découvre et le remet à Seidenwar. Seidenwar ne va pas plus loin, envoie Peter à l'hôpital et l'inscrit ainsi que trois autres prisonniers qui souhaitaient s'évader sur la liste des rapatriés. Mais les trois prennent peur et sortent dans la nuit. Le lendemain, Peter se présente au transport des rapatriés et rentre chez lui.
Quand le lieutenant Fusow apprend l'évasion, il donne l'alarme et lance la recherche des trois prisonniers. Le surveillant allemand lui rapporte l'affaire de la carte et son traitement par Seidenwar. Fusow demande qu'on fasse amener Joost mais il est trop tard. Les trois fugitifs sont arrêtés, l'un est tué et les deux autres reviennent au camp. Seidenwar est renvoyé loin du camp en raison de son infraction, sa femme doit rester dans le camp.

## Fiche technique
- Titre : Les Révoltés du bagne
- Titre original : Der Teufel spielte Balalaika
- En Belgique : Et la balalaika jouait
- Réalisation : Leopold Lahola (de)
- Scénario : Leopold Lahola, Johannes Kai et Heinrich Déchamps.
- Musique : Zvi Borodov
- Photographie : Karl Schröder (de)
- Montage : Karl Aulitzky
- Production : Peter Bamberger
- Sociétés de production : Peter-Bamberger-Film
- Société de distribution : UFA-Filmverleih
- Pays d'origine :  Allemagne de l'Ouest
- Langue : allemand
- Format : Noir et blanc - 2,35:1 - 35 mm
- Genre : Guerre
- Durée : 122 minutes
- Dates de sortie :
  -  Allemagne de l'Ouest : 21 février 1961.

## Distribution
- Götz George: Peter Joost
- Anna Smolik: Elena
- Charles Millot: Seidenwar
- Pierre Parel: Fusow
- Rudolf Forster: Un amiral
- Wilmut Borell (de): Mitterle
- Peter Neusser: Beckmann
- Günther Jerschke (de): Gellert
- Sieghardt Rupp: Lauterbach
- Peter Lehmbrock (de): Ebermeier
- Franz Muxeneder: Hintermoser
- Joachim Rake (de): Brennecke
- Henry van Lyck: Kolitz
- Oda Hiroki: Akimoto
- Georges You: Yoshohito
- Isabelle Ivanoff: Une médecin
- Karl Heinz Kreienbaum (de): Obermüller
- Charles Palent (de): Un sous-officier
- Werner Reinisch (de): Seiffert
- Karl Heinz Wüpper: Konrad